# Mittleres Qahar-Banner des Rechten Flügels

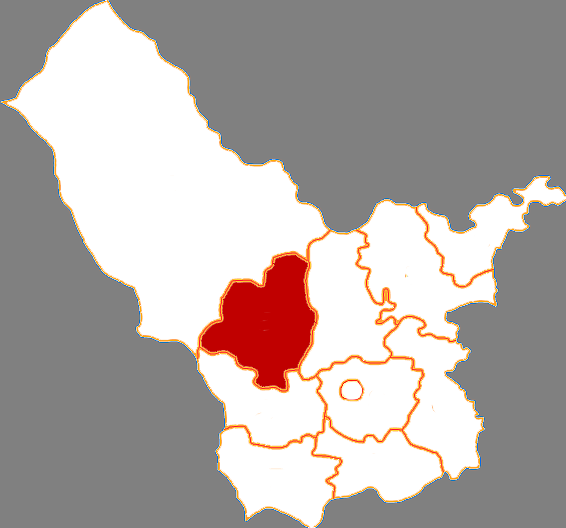
Lage des Vorderen Qahar-Banner des Rechten Flügels in Ulanqab

Das Mittlere Qahar-Banner des Rechten Flügels (chinesisch 察哈尔右翼中旗, Pinyin Cháhā'ěr Yòuyì Zhōng Qí; mongolisch ᠴᠠᠬᠠᠷ ᠪᠠᠷᠠᠭᠤᠨ ᠭᠠᠷᠤᠨ ᠳᠤᠮᠳᠠᠳᠤ ᠬᠣᠰᠢᠭᠤ Čaqar Baraɣun Ɣarun Dumdadu qosiɣu) ist ein Banner der bezirksfreien Stadt Ulanqab im Zentrum des Autonomen Gebiets Innere Mongolei im Norden der Volksrepublik China. Es hat eine Fläche von 4.200 km² und zählt 210.000 Einwohner (2004). Sein Hauptort ist die Großgemeinde Hobor (科布尔镇).